# Decompresimetru

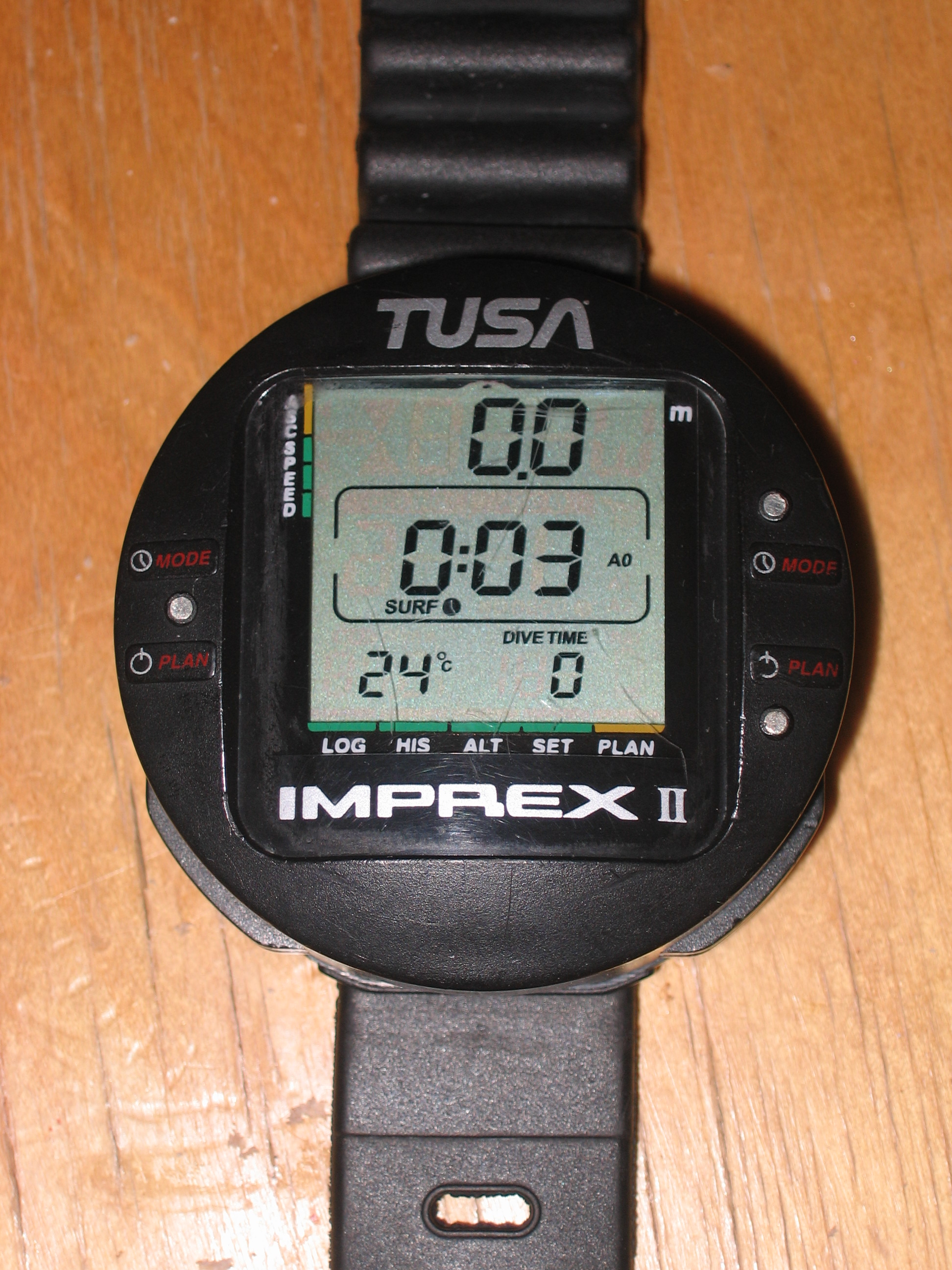
Decompresimetru electronic

Decompresimetrul este un aparat portabil care indică scafandrului, în funcție de durata și adâncimea scufundării, timpii de decompresie.
Atunci când scafandrul, prin timpul de scufundare și prin adâncimea de imersie atinsă, iese de sub curba de securitate, el va trebui să realizeze o urcare către suprafața apei în trepte, numite paliere de decompresie, de obicei din 3 în 3 m. Palierele de decompresie și timpii de staționare la fiecare palier, cuprinse în tabele de decompresie, permit o degajare lentă, fără formare de bule, a azotului dizolvat în țesuturi.
Scafandrii pot realiza programul de decompresie, în timpul urcării la suprafață, fie prin memorarea tabelelor de decompresie, fie prin citirea sub apă a acestor tabele scrise pe plăcuțe sau pe suport de cauciuc și atașate costumului de scufundare.
Decompresimetrul a fost special conceput și realizat pentru o mai comodă urmărire a programului de decompresie și furnizarea datelor caracteristice decompresiei.
Funcție de principiul de funcționare, decompresimetrul poate fi mecanic sau electronic.

## Decompresimetrul mecanic
Decompresimetrul mecanic sau analog este conceput ca o incintă etanșă, de dimensiuni mici, formată din două părți, una deformabilă și alta rigidă separate între ele prin intermediul unei membrane filtrante. Incinta etanșă este împărțită de membrana filtrantă în două compartimente, unul limitat de pereți deformabili și altul limitat de pereți rigizi. Decompresimetrul mecanic reproduce fenomenul de dizolvare a gazului inert (azotului) în țesuturi.

Primul model a fost Foxboro Decomputer Mark I, realizat de firma Foxboro, din S.U.A. în anul 1955., urmat în anul 1958 de Dekometer, un model mai perfecționat produs de firma FA SOS din Italia.

### Principiul de funcționare
Compartimentul elastic este umplut cu un gaz care sub acțiunea presiunii exterioare trece, în timp, prin membrana filtrantă către compartimentul rigid. Funcție de raportul presiunilor existente în cele două compartimente, aparatul indică timpul de decompresie necesar. În timpul urcării către suprafață, scăzând presiunea ce acționează asupra compartimentului deformabil, gazul din compartimentul rigid revine treptat în compartimentul deformabil modificându-se corespunzător și indicația aparatului. 

Decompresimetrul mecanic poate fi utilizat și pentru scufundări succesive deoarece, după ridicarea la suprafață, o anumită cantitate de gaz continuă să treacă din compartimentul rigid către compartimentul elastic prin membrana filtrantă, în mod analog cu fenomenul de eliminare a gazului inert din țesuturile corpului. Atunci când se efectuează o scufundare succesivă, decopresimetrul sesizează cantitatea de gaz rămasă în compartimentul rigid, modificând programul de decompresie.

## Decompresimetrul electronic
Decompresimetrul electronic afișează scafandrului tabela de decompresie aflată în memoria aparatului, funcție de adâncimea de scufundare și de durata scufundării. 

Pentru utilizarea corectă a decompresimetrului scafandrul trebuie să fie obișnuit cu utilizarea tabelelor de decompresie și să aibă o bună cunoaștere a principiului de funcționare și o urmărire atentă a acestuia.
În prezent, se utilizează din ce în ce mai puțin decompresimetrul, datorită apariției calculatorului de scufundare.